# Cato (Guiana)
Cato é uma aldeia indígena na região Potaro-Siparúni da Guiana Essequiba, no território que correspondia a parte brasileira da questão do Pirara . A vila é habitada principalmente pelo povo Patamona . A vila está localizada na Serra de Pacaraima . 

## Visão geral
A economia da aldeia é baseada na agricultura  e na coleta de pedras semipreciosas que são transformadas em joias no lapidário da Montanha dos Macacos . 
A aldeia tem uma escola primária e uma secundária.  Kato tem acesso à internet.  O hospital mais próximo fica em Mádia e só pode ser acessado por avião.  Uma central hidrelétrica está em construção nas cascatas do vizinho Rio Chiung e fornecerá eletricidade a Kato e à vizinha Paramacatoi .  

## Transporte
Existe uma estrada de terra entre Karasabai e Kato.  Kato é servida pelo Aeroporto de Kato . 

Veja também
Questão do Pirara

## Links externos
- Media relacionados com Cato (Guiana) no Wikimedia Commons
- Kato Village Facebook page